# Каролин Джес-Кук
Каролин Джес-Кук (на английски: Carolyn Jess-Cook) е британска поетеса и авторка на произведения в жанровете съвременен и паранормален любовен роман, поезия, както и на документални книги.

## Биография и творчество
Родена е на 26 август 1978 г. в Белфаст, Северна Ирландия, Великобритания. Започва да пише от ранна възраст. На 17 години започва да публикува стихове в различни списания. Участва в поетични конкурси и печели награди, като наградата „Ерик Грегъри“ на Обществото на писателите.
Учи в Кралския университет на Белфаст, който завършва с бакалавърска степен (с отличие) по английска литература и класическа филология, и с магистърска степен по творческо писане. След дипломирането си работи временни работи, живее в продължение на няколко години в Сидни, Австралия.
По-късно получава докторска степен по Шекспирова литература. След това от 2005 г. е преподавател по кинознание в Университета на Съндърланд, от 2009 г. преподава творческо писане в Университета на Нортъмбрия, а след това е преподавател по творческо писане и психично здраве в Университета на Глазгоу.
От 2005 г. започва да пише документални книги по теми, свързани с театъра и киното. През 2010 г. е издадена първата ѝ стихосбирка „Inroads“. Първият ѝ роман „Дневникът на един ангел хранител“ е публикуван през 2011 г.
Каролин Джес-Кук живее със семейството си в Уитли Бей, Англия.

## Произведения

### Самостоятелни романи
- The Guardian Angel's Journal (2011)
Дневникът на един ангел хранител, изд.:„Enthusiast” София, (2011) прев. Теодора Давидова
- The Boy Who Could See Demons (2012)
- The Mind Thief (2015)
- The Disappeared (2015)

### Сборници
- Inroads (2010) – стихове
- Boom! (2014) – стихове, награда за поезия
- Sagittarius A* (2015)

### Документалистика
- Shakespeare On Film: Such Things As Dreams Are Made of (2007)
- Film Sequels: Theory and Practice from Hollywood to Bollywood (2009)
- Apocalyptic Shakespeare: Essays on Visions of Destruction and Revelation in Recent Film Adaptations (2009) – с Мелиса Крото
- Second Takes: Critical Approaches to the Film Sequel (2010) – с Константин Веревес